# Bertel Storskrubb
Alf Bertel „Bebbe” Storskrubb (ur. 24 kwietnia 1917 w Jakobstad, zm. 21 kwietnia 1996 w Helsinkach) – fiński lekkoatleta, płotkarz, sprinter i średniodystansowiec, mistrz Europy.
Na mistrzostwach Europy w 1946 w Oslo zdobył złoty medal w biegu na 400 metrów przez płotki.
Zajął wraz z kolegami 4. miejsce w sztafecie 4 × 400 metrów podczas igrzysk olimpijskich w 1948 w Londynie, a w biegu na 400 metrów przez płotki odpadł w półfinale.
Był rekordzistą Finlandii raz w biegu na 400 metrów (czas 48,0 4 lipca 1945 w Göteborgu), trzykrotnie w biegu na 800 metrów (do czasu 1:49,3 29 sierpnia 1945 w Malmö), czterokrotnie w biegu na 400 metrów przez płotki (do wyniku 52,2 24 sierpnia 1946 w Oslo) i raz w sztafecie 4 × 400 metrów (3:16,6 27 lipca 1939 w Sztokholmie).
Był 24 razy mistrzem Finlandii: w biegu na 200 metrów w 1943 i 1944, w biegu na 400 metrów w 1936 i 1942-1947, w biegu na 200 metrów przez płotki w 1937-1940, 1943 i 1946-1947 oraz w biegu na 400 metrów przez płotki w 1937, 1940 i 1942-1947.